# Georg Haindl (Papierfabrikant, 1816)

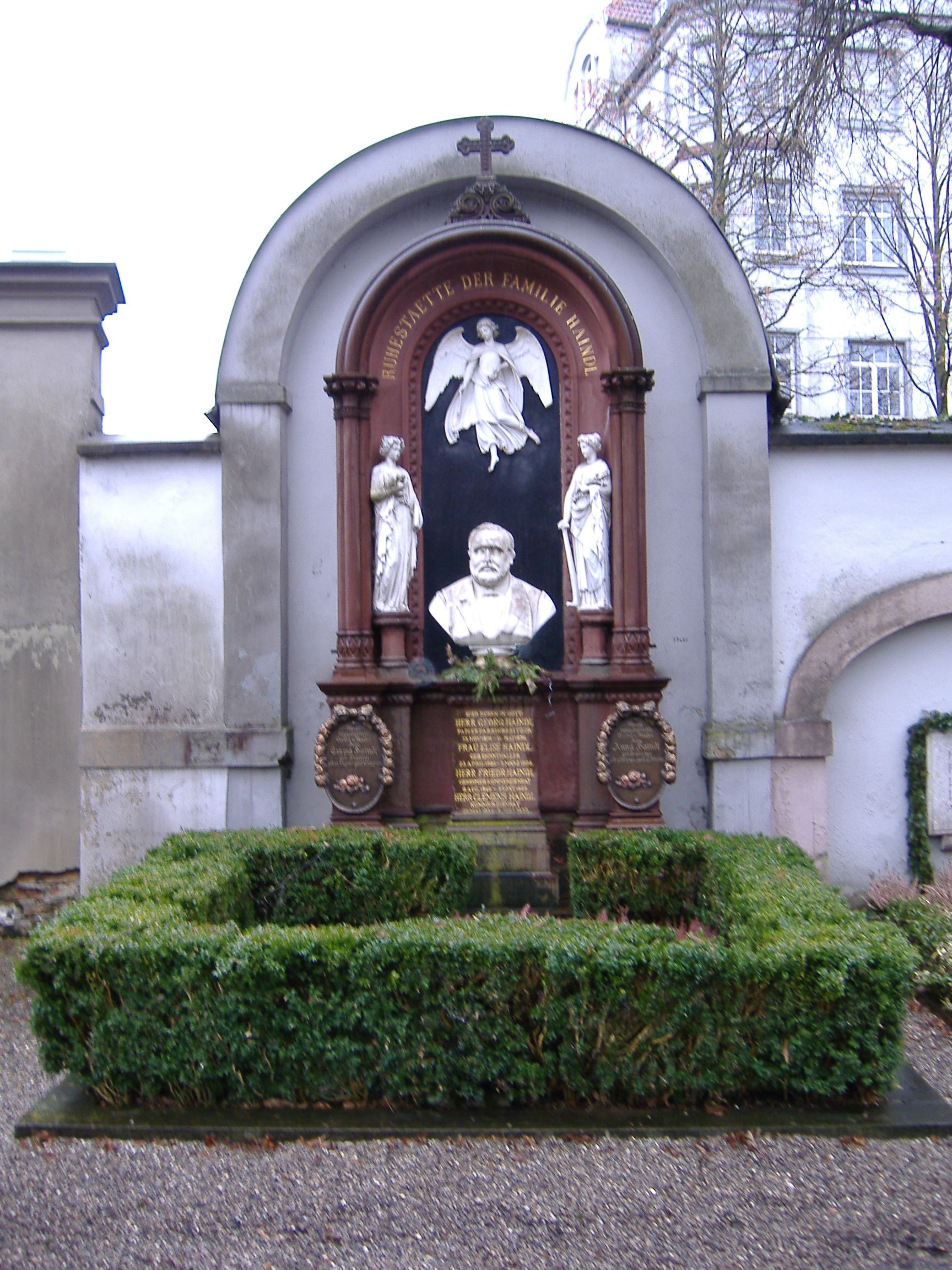
Grabstätte von Georg Haindl auf dem Katholischen Hermanfriedhof

Georg Haindl (* 15. November 1816 in Ingolstadt; † 11. Mai 1878 in Augsburg) war ein deutscher Unternehmer und Gründer der Haindl’schen Papierfabriken in Augsburg.

## Leben und Wirken
Georg Haindl war das älteste Kind eines bayerischen Zollbeamten. In seiner Geburtsstadt besuchte er die Volks- und Lateinschule. Danach absolvierte er eine dreijährige Lehre bei dem renommierten Verlag Friedrich Pustet in Regensburg, wo er anschließend als Kommis und von 1838 bis 1849 als Leiter der Papiermühle Alling beschäftigt war. Anschließend erwarb Georg Haindl mit finanzieller Unterstützung seiner Schwiegereltern sowie Friedrich Pustet die 1848 in Konkurs gegangene Sieber’sche Papiermühle am Malvasierbach in Augsburg. Noch im gleichen Jahr nahm er die Produktion von Papier unter dem Namen Haindl’sche Papierfabrik auf. Das Unternehmen verlief äußerst erfolgreich und legte seinen Schwerpunkt auf die Herstellung von Zeitungspapier. Die Produktion konnte binnen kurzer Zeit von 2192 Zentnern im Jahr 1849/50, auf 9178 Zentner im Jahr 1859/60, auf 14.992 Zentner im Jahr 1869/70 und schließlich auf 25.684 Zentner im Jahr 1877/78 gesteigert werden. Die Fabrik begann in den 1870er Jahren mit der Produktion von endlosem Papier.
Der Fabrikant engagierte sich für seine Arbeiter und Angestellten auch auf sozialem Gebiet. So gründete er bereits im Jahr 1853 eine Krankenkasse für die weiblichen Mitarbeiter, ließ ab 1872 Werkswohnungen erbauen (in solch einer wohnte Bertolt Brecht, dessen Vater in der Haindl’schen Papierfabrik beschäftigt war und sich dort hocharbeitete) und rief 1875 eine Pensionskasse ins Leben.

## Familie
Georg Haindl war seit 1846 mit der Försterstochter Elisabeth Ehrnthaler verheiratet. Aus der Ehe gingen vier Kinder hervor. Seine Söhne Friedrich Haindl (1849–1929) und Clemens Haindl (1854–1930) führten die Fabrik fort, die 2001 von dem finnischen UPM-Kymmene aufgekauft wurde.

## Ehrungen
In Augsburg erinnert eine Straße an den Fabrikanten.